# Salinas Grandes (centre argentin)
Pour les articles homonymes, voir Salinas Grandes (homonymie).

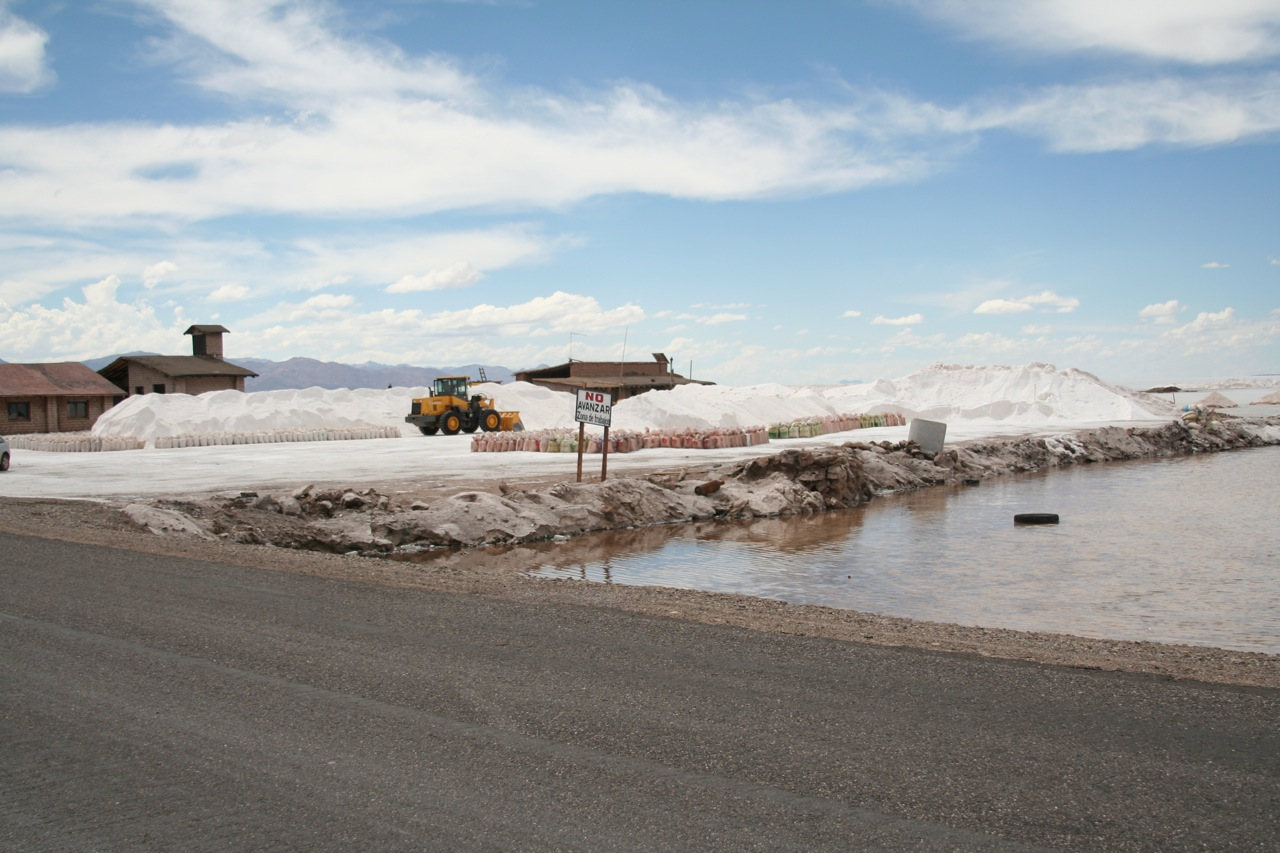
Extraction de sel (Salinas Grandes)

Les Salinas Grandes, appelées autrefois Désert des Salines (Desierto de las Salinas) sont un vaste salar situé au centre nord-ouest de l'Argentine. 
La surface de ces salines proprement dites est de quelque 6 000 km2 à une altitude moyenne de 170 mètres,,. Il s'agit de l'un des plus grands déserts de sel du monde.

## Situation
Les Salinas Grandes occupent le fond d'un vaste bassin endoréique peu arrosé et constituant la limite sud-ouest de la vaste région du Chaco austral. Ce bassin s'étend aux confins du nord-ouest argentin sur les régions nord-ouest de la province de Córdoba, sud-est des provinces de La Rioja et de Catamarca et sud-ouest de la province de Santiago del Estero. Les limites politiques entre ces provinces correspondent aux lignes et points les moins élevés du bassin des Salinas Grandes.
Le centre approximatif de cet important salar, dont les limites varient légèrement suivant les hémicycles humidité/sécheresse, se trouve aux coordonnées 29°53' S et 64°59' O.

## Hydrologie
Presque immédiatement au sud de la déclivité centrale des salines s'étend longitudinalement — du sud-ouest au nord-est une faille tectonique, dans laquelle s'accumulent les eaux de pluie apportées par une série de petites rivières, spécialement celles issues des Sierras de Córdoba. Parmi celles-ci, le río Cruz del Eje et son voisin quasi parallèle le río Pichanas coulent depuis le sud-est vers le nord-ouest. Dans la zone nord-ouest de la province de Córdoba, les Salinas Grandes se couvrent de ce fait régulièrement d'une couche d'eau peu profonde, spécialement durant l'hiver austral ou durant les cycles humides, ce qui donne lieu à la formation de lagunes fort étendues, mais très peu profondes (plus ou moins 10 cm de profondeur) et qui se dessèchent facilement. 
Il faut aussi souligner l'apport du Río Albigasta.